# Federación de Béisbol Aficionado de Puerto Rico
La Federación de Béisbol Aficionado de Puerto Rico es una organización de béisbol basada en San Juan, Puerto Rico. La liga fue fundada en 1940. Su principal actividad es la celebración del torneo superior conocido como Béisbol Doble A. La temporada del béisbol doble A comienza en febrero con el equipo campeón de la temporada anterior en un partido local. El siguiente fin de semana, comienza para los demás equipos, quienes juegan en un horario en los viernes, los sábados y los domingos. Su Juego de Estrellas comienza después de la temporada regular y antes de la postemporada.

## Estructura de la liga
En el 2009, la liga tenía 47 equipos, agrupados en dos divisiones a nivel de liga (con dos secciones cada una).

### Liga Atlántica

#### Liga Atlántica - Sección I
- Arecibo Lobos - nuevo equipo
- Camuy Arenosos - antes parte de la Sección Noroeste
- Cataño Antesalistas-Lancheros - antes parte de la Sección Metro
- Dorado Guardianes - antes parte de la Sección Metro
- Florida Titanes - antes parte de la Sección Norte
- Guaynabo Mets  - antes parte de la Sección Noreste
- Hatillo Tigres - antes parte de la Sección Norte
- Manatí Atenienses (Athenians) - antes parte de la Sección Norte
- Toa Baja Llaneros (Plainsmen) - antes parte de la Sección Metro
- Utuado Montañeses (Mountaineers) - antes parte de la Sección Norte
- Vega Alta Maceteros  - antes parte de la Sección Metro
- Vega Baja Melao-Melao - antes parte de la Sección Metro

#### Liga Atlántica - Sección II
- Aguada Navegantes - antes parte de la Sección Noroeste
- Aguadilla Tiburones - antes parte de la Sección Noroeste
- Añasco Fundadores - antes parte de la Sección Noroeste
- Cabo Rojo Piratas - antes parte de la Sección Suroeste
- Hormigueros Peregrinos - antes parte de la Sección Suroeste
- Lajas Cardenales  - antes parte de la Sección Suroeste
- Peñuelas Petroleros  - antes parte de la Sección Suroeste
- Sabana Grande Petateros - antes parte de la Sección Suroeste
- San Sebastián Patrulleros - antes parte de la Sección Noroeste
- Yauco Cafeteros - antes parte de la Sección Suroeste

### Liga de Caribe

#### Liga de Caribe - Sección I
- Gigantes de Carolina - antes parte de la Sección Noreste
- Farjardo Cariduros - antes parte de la Sección Noreste
- Gurabo Halcones - antes parte de la Sección Noreste
- Humacao Grises - antes parte de la Sección Este
- Juncos Mulos Valencianos - antes parte de la Sección Este
- Las Piedras Artesanos - antes parte de la Sección Este
- Loíza Cocoteros - nuevo equipo
- Maunabo Jueyeros - antes parte de la Sección Este
- Patillas Leones - antes parte de la Sección Sureste
- Río Grande Guerrilleros - -nuevo equipo
- San Lorenzo Samaritanos - antes parte de la Sección Este
- Yabacoa Azucareros - antes parte de la Sección Este

#### Liga de Caribe - Sección II
- Aibonito Polluelos - antes parte de la Sección Central
- Barranquitas Próceres - antes parte de la Sección Central
- Cayey Toritos - antes parte de la Sección Central
- Cidra Bravos - antes parte de la Sección Central
- Comao Maratonistas - antes parte de la Sección Sureste
- Comerio Pescadores de Plata - antes parte de la Sección Central
- Guayama Brujos - antes parte de la Sección Sureste
- Juana Díaz Poetas  - antes parte de la Sección Sureste
- Orocovis Centinelas - antes parte de la Sección Central
- Salinas Peces Voladores - antes parte de la Sección Sureste
- Santa Isabel Potros - antes parte de la Sección Sureste
- Villalba Ganduleros - antes parte de la Sección Sureste

### Equipos no-activos
- Barceloneta Industriales - antes parte de la Sección Norte
- Moca Vampiros - antes parte de la Sección Noroeste